# Rincón Grande, Ixtaczoquitlán
Rincón Grande är en ort i Mexiko.   Den ligger i kommunen Ixtaczoquitlán och delstaten Veracruz, i den sydöstra delen av landet, 220 km öster om huvudstaden Mexico City. Rincón Grande ligger 1 182 meter över havet och antalet invånare är 352.
Terrängen runt Rincón Grande är kuperad åt nordost, men åt sydväst är den bergig. Runt Rincón Grande är det ganska tätbefolkat, med 166 invånare per kvadratkilometer. Närmaste större samhälle är Córdoba, 17,1 km öster om Rincón Grande. I omgivningarna runt Rincón Grande växer i huvudsak städsegrön lövskog.